# بندقية ماوزر المضادة للدروع 1918
بندقية ماوزر المضادة للدروع طراز 1918 (بالألمانية: Mauser Tank Abwehr Gewehr Mod. 18) تعرف أيضا باسم البندقية-تي (بالألمانية: T-Gewehr) هي بندقية مضادة للدورع أنتجتها شركة ماوزر الألمانية عام 1918. تعتبر أول بندقية مضادة للدروع في العالم أي أول بندقية صممت لغرض تدمير المدرعات وظهرت في الحرب العالمية الأولى و صنع منها حوالي 15,800 قطعة .

## التاريخ
ظهرت بندقية ماوزر المضادة للدروع مع نهاية الحرب العالمية الأولى في فبراير 1918. وقد بدأت شركة ماوزر في إنتاجها بكميات كبيرة في مايو 1918 وقد منحت أول هذه الكميات لمفارز خاصة تعنى بمواجهة الدبابات.
وكان الجيش الألماني قد أضطر في سنة 1917 على تطوير أسلحة مضادة للدبابات حينما بدأت بريطانيا في إنزال دبابات مارك-4 والتي لم تكن لطلقات رشاش عيار 7.92 ملم أي تأثير على دروعها.

## التشغيل
البندقية ذات طلقة واحدة فولاذية المركز، تملك حامل ثنائي و مقبض مسدس ولا يوجد طريقة لامتصاص الارتداد بشكل عملي وتشغل بواسطة رجلين الأول مطلق النار والثاني مساعده المختص بالذخيرة .